# Aplidium laevigatum
Aplidium laevigatum is een zakpijpensoort uit de familie van de Polyclinidae. De wetenschappelijke naam van de soort is voor het eerst geldig gepubliceerd in 1886 door Herdman.